# Babel òpera
Babel òpera (en neerlandès original Babel Opéra) és una pel·lícula dramàtica belga del 1985, virtuosa i experimental, dirigida per André Delvaux. Ha estat doblada al català.

## Sinopsi
Els assajos estan en marxa a l'Òpera Nacional Neerlandesa per a Don Giovanni de Mozart. Al voltant dels cantants, els actors i l'orquestra es mouen persones més o menys reals, però estranyes que encaixen bé amb la història de l'òpera. També són presents a l'estrena.

## Repartiment
- José van Dam -	Don Giovanni
- Pierre Thau -	Il Commendatore
- Ashley Putnam	- Donna Anna
- Stuart Burrows	- Don Ottavio
- Christiane Eda-Pierre - Donna Elvira
- Malcolm King	- Leporello
- Marcel Vanaud -	Masetto
- Patricia Schuman -	Zerlina
- François Beukelaers -	François
- Stéphane Excoffier	- Stéphane
- Alexandra Vandernoot	- Sandra
- Ben Van Ostade -	Ben
- Jacques Sojcher	- Verteller
- Karl Ernst Herrmann - Director
- Sylvain Cambreling - Director d'orquestra

## Sobre la pel·lícula
Fou finançada per la Loteria Nacional Belga per commemorar el 50è aniversari de Delvaux. Fou exhibida a la secció Zabaltegi del Festival Internacional de Cinema de Sant Sebastià 1985.